# Toni Schmid (historiker)
Antonia (Toni) Elisabeth Magdalena Schmid, född den 25 september 1897 i Fischamend i Österrike, död den 16 december 1972 i Uppsala, var en svensk historiker, antikvarie och handskriftsexpert.
Toni Schmid blev doctor philosophiæ vid Wiens universitet 1922 och filosofie doktor vid Lunds universitet 1931. Hon bedrev omfattande forskningsresor i Europa. Toni Schmid blev extra ordinarie antikvarie vid Vitterhetsakademien 1944. Hon promoverades till teologie hedersdoktor vid Uppsala universitet 1958. Toni Schmid invaldes som ledamot av Samfundet för utgivande av handskrifter rörande Skandinaviens historia 1953. Hon tilldelades Hildebrandspriset 1951.